# Chia cắt Ấn Độ
Sự chia cắt Ấn Độ là quá trình chia cắt Đế quốc Ấn Độ thuộc Anh dẫn đến sự hình thành của các quốc gia có chủ quyền là Pakistan tự trị (sau này phân chia thành Cộng hòa Hồi giáo Pakistan và Cộng hòa Nhân dân Bangladesh) và Liên hiệp Ấn Độ (sau này là Cộng hòa Ấn Độ) vào ngày 15 tháng 8 năm 1947. "Sự chia cắt" ở đây không chỉ nói về sự phân tách tỉnh Bengal của Ấn Độ thuộc Anh thành Đông Pakistan và Tây Bengal (Ấn Độ), và các cuộc chia cắt tương tự khác của tỉnh Punjab thành Punjab (Tây Pakistan) và Punjab, Ấn Độ, mà còn nói đến sự phân chia trong các vấn đề khác, như Quân đội Ấn Độ thuộc Anh, dịch vụ công và các cơ quan hành chính, đường sắt, và ngân quỹ trung ương.
Trong những cuộc bạo loạn xảy ra trước việc phân chia khu vực Punjab, khoảng 200.000 đến 500.000 người đã bị chết trong những cuộc tàn sát mang tính chất báo thù. UNHCR ước tính có 14 triệu người Hindu, Sikh, và Hồi giáo phải di chuyển khỏi nơi sinh sống; khiến nó trở thành cuộc di dân lớn nhất trong lịch sử loài người.
Quá trình tách Bangladesh ra khỏi Pakistan vào năm 1971 không được tính trong thuật ngữ Sự chia cắt Ấn Độ, tương tự như vậy đối với sự phân tách trước đó của Miến Điện (nay là Myanmar) khỏi sự quản lý của Ấn Độ thuộc Anh, và ngay cả sự phân tách xảy ra còn sớm hơn của Tích Lan (Sri Lanka ngày nay). Tích Lan từng là một phần của Bang Madras của Ấn Độ thuộc Anh từ năm 1795 đến năm 1798 cho đến khi nó trở thành một nước Thuộc địa Hoàng gia của Đế quốc. Miến Điện, bị người Anh sáp nhập dần dần trong thời gian từ 1826 đến 1868 và trở thành một bộ phận của Ấn Độ thuộc Anh cho đến năm 1937, sau đó được quản lý trực tiếp bởi người Anh. Miến Điện được trao trả độc lập vào ngày 4 tháng 1 năm 1948 còn Tích Lan là vào ngày 4 tháng 2 năm 1948. (Xem Lịch sử Sri Lanka và Lịch sử Miến Điện.)
Bhutan, Nepal và Maldives, những quốc gia còn lại của khu vực Nam Á ngày nay, hoàn toàn không bị ảnh hưởng bởi sự chia chắt này. Hai nước Nepal và Bhutan đã ký hiệp ước với người Anh để trở thành quốc gia độc lập, và chưa bao giờ là một phần của Đế quốc Ấn Độ thuộc Anh, do đó biên giới của họ không bị ảnh hưởng của cuộc chia cắt. Quần đảo Maldives, trở thành đất bảo hộ của Hoàng gia Anh vào năm 1887 và sau đó giành được độc lập vào năm 1965, cũng không bị ảnh hưởng bởi cuộc chia cắt.

## Bối cảnh

### Chia cắt Bengal (1905)
- Tỷ lệ người theo đạo Hindu năm 1909.
- Tỷ lệ người Hồi giáo năm 1909.
- Tỷ lệ người đạo Sikh, Phật và Jaina.

Năm 1905, Toàn quyền Curzon, được một số người công nhận là một người thông minh và hăng hái, người đã có một kỷ lục ấn tượng về việc bảo tồn khảo cổ và tạo ra một nền hành chính hiệu quả trong nhiệm kỳ đầu, đến nhiệm kỳ thứ hai, chính ông là người đã chia khu vực hành chính lớn nhất của Ấn Độ thuộc Anh, Bang Bengal, thành hai tỉnh Đông Bengal và Assam với đa số dân là người Hồi giáo và tỉnh Bengal với đa số dân theo đạo Hindu (tỉnh này ngày nay bao gồm Tây Bengal, Bihār, Jharkhand và Odisha của Ấn Độ). Quyết định Chia cắt Bengal của Curzon—một hành động được xem là cực kỳ tài tình về mặt hành chính, và được nhiều toàn quyền trước dự tính từ thời Toàn quyền William Bentinck, nhưng chưa bao giờ thực hiện—đã lật nền chính trị dân tộc chủ nghĩa sang một trang mới chưa từng có trước đó. Thành phần quý tộc Hindu tại Bengal, nhiều người trong số họ sở hữu đất đai ở Đông Bengal và sau đó cho những nông dân đạo Hồi thuê lại, đã phản đối quyết định này một cách kịch liệt. Tầng lớp trung lưu Hindu tại Bengal chiếm số đông (Bhadralok), thì cảm thấy thất vọng với viễn cảnh dân Bengal sẽ dần dần bị áp đảo trong tỉnh Bengal mới bởi người đến từ Bihar và Oriya, cảm thấy hành động của Curzon là một sự trừng phạt đối với các quyết định chính trị của mình. Nhiều cuộc phản đối mạnh mẽ quyết định của Curzon đã diễn ra dưới hình thức chủ yếu là chiến dịch Swadeshi ("dùng hàng Ấn") do người từng hai lần làm chủ tịch Quốc hội Surendranath Banerjee dẫn đầu và tẩy chay hàng hóa Anh. Một vài lần những người phản đối đã có những hành động bạo lực lộ liễu nhằm vào thường dân. Tuy vậy, những hành động bạo lực không có hiệu quả, vì đa số những kế hoạch tấn công bị người Anh ngăn chặn từ đầu hoặc bị thất bại. Những khẩu hiệu được sử dụng cho cả hai loại biểu tình là Bande Mataram (tiếng Bengal, nghĩa là: "Hoan hô Mẹ"), tựa đề của bài hát do Bankim Chandra Chatterjee sáng tác, nhắc đến hình tượng một thánh mẫu, người đứng lên vì Bengal, Ấn Độ, và vì thánh Kali (nữ thần) của Hindu. Những cuộc biểu tình lan từ Calcutta đến các khu vực lân cận của Bengal khi các sinh viên được thụ hưởng nền giáo dục Anh trở về nhà ở các làng mạc và thị trấn. Màu sắc tôn giáo trong câu khẩu hiệu và sự nổi giận chính trị xuất phát từ quyết định chia tách bắt đầu pha trộn khi những nhóm thanh niên, như Jugantar, tiến hành các vụ đánh bom tòa nhà chính quyền, và thực hiện những vụ cướp có vũ khí, và ám sát các quan chức người Anh. Vì Calcutta là thủ đô của đế quốc, cả sự nổi loạn lẫn câu khẩu hiệu đều nhanh chóng được cả nước biết đến.
Những cuộc biểu tình chống chia cắt Bengal với thành phần tham gia đa số là người theo đạo Hindu đã khiến cho thành phần quý tộc theo đạo Hồi ở Ấn Độ lo ngại sẽ diễn ra một cuộc cải cách có lợi cho người Hindu chiếm đa số. Vào năm 1906, những người này diện kiến ông Toàn quyền mới Bá tước Minto và yêu cầu một khu vực riêng dành cho người Hồi giáo. Đồng thời, họ đòi hỏi một cơ quan đại diện lập pháp tương xứng, phản ánh địa vị thống trị cũ của họ cũng như lịch sử trung thành của họ với người Anh. Việc này dẫn tới việc thành lập Liên đoàn Hồi giáo Toàn Ấn vào tháng 12 năm 1906 tại Dacca. Mặc dù Curzon khi đó đã từ chức vì có mâu thuẫn với người điều hành quân đội Kitchener và đã trở về nước Anh, Liên đoàn này vẫn ủng hộ kế hoạch phân tách của ông. Vị trí của giới quý tộc Hồi giáo, thể hiện bằng các vị trí khác nhau trong Liên đoàn, đã được hình thành trong ba thập kỷ trước đó, bắt đầu từ cuộc Tổng điều tra dân số Ấn Độ thuộc Anh năm 1871, lần đầu tiên ước tính được dân số của những vùng có đa số dân theo đạo Hồi. (Về phần mình, ý muốn ve vãn người Hồi giáo ở Đông Bengal của Curzon xuất phát từ sự lo lắng của người Anh kể từ cuộc điều tra năm 1871—do lịch sử đấu tranh chống người Anh của người Hồi giáo trong Cuộc binh biến 1857 và Chiến tranh Anh-Afghanistan lần hai.) Trong ba thập niên kể từ cuộc tổng điều tra, các lãnh đạo Hồi giáo ở các khu vực phía bắc Ấn Độ đã vài lần chứng kiến sự thù địch của một số tổ chức xã hội và chính trị mới của người Hindu. Ví dụ như nhóm Arya Samaj không chỉ ủng hộ các Nhóm Bảo vệ Bò mang tính kích động, mà còn do số lượng người Hồi giáo được biết đến qua cuộc Điều tra 1871, tổ chức các sự kiện "hoàn đạo" với mục đích đón chào người Hồi giáo trở về lại với đạo Hindu. Tại Uttar Pradesh, những người Hồi giáo trở nên lo lắng, khi vào cuối thế kỷ 19, các đại diện chính trị dần tăng lên, trao cho người Hindu nhiều quyền lực hơn, và người Hindu trở nên tích cực hơn về chính trị trong cuộc tranh cãi Hindu-Urdu và những cuộc bạo lực chống giết bò vào năm 1893. Năm 1905, khi Tilak và Lajpat Rai nỗ lực chạy đua vào vị trí lãnh đạo trong Quốc hội, và chính Quốc hội cũng biểu tình dưới biểu tượng Kali, nỗi lo sợ của người Hồi giáo càng tăng lên. Nhiều người Hồi giáo vẫn chưa quên rằng câu khẩu hiệu trong các cuộc biểu tình, "Bande Mataram," xuất hiện lần đầu trong tiểu thuyết Anand Math trong đó người Hindu đã chiến đấu chống lại những kẻ xâm lăng theo đạo Hồi. Cuối cùng, nhóm quý tộc người Hồi, trong số đó có Dacca Nawab, Khwaja Salimullah, người tổ chức cuộc họp đầu tiên của Liên đoàn tại tư dinh ở Shahbag, nhận ra rằng việc ra đời một tỉnh mới với đa số người Hồi giáo sẽ có lợi trực tiếp cho những người Hồi giáo đang có tham vọng chính trị.

## Liên kết
- Lịch sử Ấn Độ
- Lịch sử Pakistan
- Lịch sử Bangladesh
- Lịch sử Sri Lanka
- Lịch sử Myanmar

 Tư liệu liên quan tới Partition of British India tại Wikimedia Commons